# Priestley-Firnfeld
Das Priestley-Firnfeld (englisch Priestley Névé) ist ein Firnfeld im ostantarktischen Viktorialand. Es liegt am Kopfende des Priestley-Gletschers.
Das New Zealand Antarctic Place-Names Committee benannte es um 1966 in Anlehnung an die Benennung des Priestley-Gletschers. Dessen Namensgeber ist der britische Geologe und Polarforscher Raymond Priestley (1886–1974).